# João Corrêa Ximenes
João Corrêa Ximenes foi um importante tabelião e senhor de engenho na cidade do Rio de Janeiro, que viveu na virada do século XVII para o século XVIII. Acusado de judaísmo por fazer parte da família de cristãos-novos Correia Ximenes. Preso em 1709, recusou-se a fugir quando libertado ilegalmente pelo corsário francês René Duguay-Trouin em 1711. Foi levado aos tribunais do Santo Ofício - Lisboa em 1712, e finalmente julgado e condenado em 1713, juntamente com sua mulher, seu irmão José Correia Ximenes, e alguns de seus filhos, inclusive filhos naturais havidos antes de seu casamento. 

## Biografia
João Corrêa Ximenes foi filho do capitão José Correia Ximenes, tabelião proprietário do 4º Ofício de Notas do Rio de Janeiro, e de sua mulher, Maria de Mariz. Nasceu no Rio de Janeiro, onde foi batizado em 29 de junho de 1656. Faleceu depois de 9 de julho de 1713, em data e local desconhecidos.
Constituiu-se num próspero senhor de engenhos em Irajá e São João de Meriti, Rio de Janeiro. Substituiu sei pai na serventia do cartório do 4º Ofício de Notas do Rio de Janeiro, pelo período de 1676 a 1712, quando foi preso pela Inquisição. 
Casou-se  por volta de 1692 com D. Brites de Paredes, filha de Agostinho de Paredes e de D. Ana de Azeredo Coutinho, com quem teve onze filhos: Mariana de Paredes (1693, Rio de Janeiro - ?), Agostinho Bernardo Correia de Paredes (c.1694 - ?), Anna Maria Correia (c.1696 - ?), João Correia Ximenes (c.1701 - ?), Emereciana, Guiomar de Paredes (c.1709 - ?), Barboza, Brites, Cecília, João Thomás, Isabel Correia de Marins (c.1709 - ?). Teve ainda outros quatro filhos com uma mulata chamada Bernarda, três dos quais também levados aos tribunais do Santo Ofício. 

### O tabelião
Em 1671, seu pai, José Correia Ximenes, ingressou com uma solicitação formal para poder renunciar a propriedade do ofício em favor de um de seus filhos. Foi-lhe concedida licença para renunciar em favor de seu filho mais velho, por alvará de 19 de janeiro de 1672. João era o mais velho, mas ainda menor de idade. Em 29 de julho de 1676, o Conselho Ultramarino deu parecer favorável a que lhe fosse suprida a falta de idade, para ser encartado na serventia do ofício de tabelião. A licença foi concedida em 11 de agosto de 1676. Em 27 de agosto de 1676, foi passada sua carta de propriedade, sendo registrada no Livro dos Novos Direitos do Rio de Janeiro em 22 de março de 1677.
Em 4 de maio de 1678, João assinou escritura no livro de tombo dos Carmelitas. Ainda em 1678, pediu que lhe fosse prorrogada sua serventia no ofício sem ainda se casar, sendo lhe concedida por dois anos. Conseguiu ainda protelar por mais de dez anos seu matrimônio, para este efeito.
Em 1690, alegando os achaques que o vitimavam, e tendo ainda um engenho de cana-de-açúcar e uma fábrica para administrar, pediu licença para arrendar o ofício. O ouvidor do Rio de Janeiro respondeu-lhe por carta de 21 de abril daquele mesmo ano, e a licença foi concedida para nomear um serventuário por três anos. Comunicada esta resolução a seu procurador em Lisboa, fez ele petição de réplica. As razões não convenceram o Conselho, e pela resolução de 11 de outubro de 1691 foi confirmada a licença para poder nomear serventuário por três anos, de acordo com provisão mandada passar em 4 de novembro de 1692. Nomeou então seu irmão José Corrêa Ximenes, que ficaria na serventia até o ano de 1699.
Por notificação do tabelião do Judicial, Cristóvão Correia Leitão, João foi intimado a 26 de janeiro de 1697, sob pena de perda do ofício, a reassumir no prazo de oito dias o cargo de tabelião, que abandonara para exercer as funções de oficial da Câmara
e juiz ordinário para o qual havia sido eleito. Por resolução de 21 de janeiro de 1697, foi prorrogada a licença para poder nomear um outro serventuário para o ofício por mais três anos.
Foi preso 1709, levado para Lisboa em 10 de outubro de 1712 e condenado pelo Santo Ofício da Inquisição em 1713, acusado do crime de judaísmo. Teve todos os seus bens confiscados, dentre os quais o 4º Ofício de Notas do qual era proprietário. Em consequência de suas condenações, a 19 de março de 1716, seu cartório foi definitivamente dado a Dionísio Franco Bito, encerrando-se assim sua carreira pública.

### O cristão-novo e sua condenação
Por volta de 1708, João Corrêa Ximenes, junto a outros senhores de engenho da região transferiu a sede da Freguesia de São João Batista do Trairaponga (atual cidade de Duque de Caxias), para as margens do Rio Pavuna, instalando-a provisoriamente na capela Nossa Senhora da Conceição do Engenho do Porto, no Engenho do Porto, de sua propriedade, pois, a sede da antiga Igreja Matriz havia entrado em ruína e necessitava de reparos. A atitude demonstrava engajamento nos assuntos cristão, mas em pleno ciclo do ouro, onde havia cobiça por terras próximas aos portos de embarque e desembarque que serviam o comércio com os caminhos do ouro, o gesto foi usado como expediente para lançar cizânia sobre o cristão-novo revolvendo seu passado de raiz hebraica para fomentar uma perseguição que dizimou uma família inteira. Ele acabou sendo denunciado por vizinhos como judaizante, e preso, em 1709, em um convento no Rio de Janeiro, onde permaneceu até o ano de 1712. 
Em 1710, a cobiça pelo ouro trouxe Jean-François Duclerc, perigoso corsário francês, para o Brasil. Capturado no Rio de Janeiro, Duclerc acabou assassinado, mas seu compatriota René Duguay-Trouin não teve o mesmo destino, conseguindo tomar a cidade em 1711 e afugentando as tropas do Governador para São João de Meriti e arredores. Acusados de covardes, Governador e tropas defenderam-se alegando a intenção de proteger o caminho do ouro, que por aquela região passava rumo aos portos de Estrela e Iguaçu. 
João Corrêa Ximenes e sua mulher foram achados trancafiados ao convento por Trouin, assim como dezenas de outros aprisionados acusados de judaismo. Feitos reféns pelo corsário, foram objeto de um alto resgate cobrado aos cofres da Colônia. Logo após o pagamento do resgate, todos os aprisionados fugiram, mas Ximenes e sua mulher permaneceram no convento aguardando a chegada das tropas do Governador. Por sua atitude patriotica e de consciência legal, nenhum benefício obteve por parte do Santo Ofício ou mesmo do governo. Em 10 de outubro de 1712, Ximenes finalmente foi levado ao tribunal do Santo Ofício em Lisboa, juntamente com sua esposa, irmão, cunhada, alguns dos filhos e sobrinhos. Foi condenado, e severamente penalizado no ano de 1713. Além das penas espirituais, da condenação ao uso de hábito e cárcere perpétuos, teve todos os seus bens confiscados, entre os quais o cartório do 4.º Ofício de Notas, um engenho em São João de Meriti, uma chácara na rua da Carioca, diversas outras casas no alto do Colégio da Companhia de Jesus, e sua residência na travessa da Cruz, na cidade do Rio de Janeiro. Perdeu ainda móveis, joias, louças e livros, cuja propriedade por parte de pessoas individuais era muito rara no Rio de Janeiro. Suas terras foram arrendadas pelo Santo Ofício a vizinhos que mais tarde as adquiriram como patrimônio. Não se tem notícia de que tenha retornado de Lisboa, e nem mesmo de seu local e data de falecimento.